# Eurytoma hiems
Eurytoma hiems är en stekelart som beskrevs av Bugbee 1945. Eurytoma hiems ingår i släktet Eurytoma och familjen kragglanssteklar. Inga underarter finns listade i Catalogue of Life.